# Algemene Bestuursdienst
De Algemene Bestuursdienst (ABD) omvat de top-ambtenaren van de Nederlandse rijksoverheid. De managers op het niveau van directeuren en hoger van alle ministeries maken deel uit van de ABD. Dit zijn bijvoorbeeld de secretarissen-generaal (SG), de directeuren-generaal (DG), de inspecteurs-generaal en alle directeuren met "integrale eindverantwoordelijkheid" over mensen en middelen.
Bureau ABD is verantwoordelijk voor de werving en selectie voor managementsfuncties en voor de ontwikkeling van managers en hun onderlinge samenwerking. Bureau ABD biedt ontwikkeltrajecten aan talenten binnen het Rijk en is het aanspreekpunt voor managers van buiten het Rijk die een loopbaan binnen de rijksdienst overwegen.

## Topmanagementgroep
Onder de ambtenaren die onder de Algemene Bestuursdienst vallen, wordt nog de Topmanagementgroep (TMG) onderscheiden. Hiertoe worden gerekend de secretarissen-generaal, directeuren-generaal, inspecteurs-generaal, de thesaurier-generaal, de directeur van het Centraal Planbureau, de directeur van het Sociaal en Cultureel Planbureau, de directeur van het Planbureau voor de Leefomgeving, de Nationaal Coördinator Terrorismebestrijding en Veiligheid en de ABDTOPconsultants. Voor deze hoogste ambtenaren van de Nederlandse rijksoverheid gelden speciale regels, zo worden zij voor een termijn van maximaal zeven jaar benoemd.